# Culex (vers)
A Culex (latinul: szúnyog) sokáig Vergiliusnak tulajdonított és fiatalkori versének tekintett, ám valójában az 1. században Vergilius egyik utánzója által írott komikus kiseposz. A mű versformája tökéletes ugyan, ám nyelvezete rendkívül egyszerű, köznapi latin. 414 hexameterből áll.
Mivel Vergilius teljes munkásságára hivatkozik, nem lehet fiatalkori verse, hanem keletkezését általában Tiberius uralkodásának idejére datálják. Azonban Suetonius A költők életeiben a következőt írta: „[Vergilius] Culexét nagyjából tizenhat évesen írhatta”, tehát lehet, hogy a fennmaradt változat későbbi, módosított másolat. A verset tekintették epüllionnak és részletesen kidolgozott allegóriának egyaránt, ahol a pásztor Augustust, a szúnyog Marcellust jelenti.

## Magyarul
- A szúnyog; ford. Szabó Kálmán, bev. Havas László; Akadémiai, Bp., 1963 (Az Ókortudományi Társaság kiadványai)